# Раткович, Лука
Лука Раткович (серб. Luka Ratković; род. 9 апреля 1997, Кралево) — сербский футболист, нападающий российского «Енисея».
Воспитанник клубов «Войводина» и «Чукарички». В чемпионатах (высших дивизионах) Сербии, Черногории и Кипра провёл в общей сложности 138 матчей, забив в них 7 мячей. В сезоне 2024/25 с 18 мячами стал лучшим бомбардиром Первой лиги лиги Сербии в составе «Дубочицы». В июле 2025 года перешёл в клуб российской Первой лиги «Енисей».